# Гільда Моліна
Гі́льда Молі́на (ісп. Hilda Molina; при народженні — Гі́льда Молі́на і Морехо́н; ісп. Hilda Molina y Morejon; нар. 2 травня 1943 , Сьєго-де-Авіла ) — кубинська науковиця і правозахисниця, колишній головний нейрохірург Куби. Була депутатом Національної асамблеї, але з початку 90-х років стала критикувати уряд, зокрема піддала осуду систему охорони здоров'я Куби.
1987 року Моліна заснувала центр нейрохірургії в Гавані. 1991 року він став одним з найважливіших наукових центрів Куби. Того ж року Моліна заявила, що, за словами тодішнього міністра охорони здоров'я Хуліо Теха, центр почне лікувати іноземців, беручи долар США як оплату, хоч раніше лікував тільки кубинських пацієнтів. Деякий час по тому Моліна подала на відставку з посади в центрі та з Національної асамблеї. Моліна стверджувала, що їй та її сину «мстилася мафія». Їй постійно відмовляли з різних причин в оформленні візи для особистих та робочих подорожей аж до червня 2009 року, коли нарешті було надано дозвіл на відвідини родичів в Аргентині.

## Запити на подорож
Моліна багато разів просила кубинський уряд відвідати родичів, що проживають в Аргентині. 2004 року, після того, як уряд знову відмовив Моліны у візі, вона надіслала лист до Комісії ООН з прав людини та інших міжнародних правозахисних організацій. У листі Моліна зазначила: «Кубинський уряд перешкоджає мені відвідати Аргентину для возз'єднання після примусової одинадцятирічної розлуки з моїм сином, який є натуралізованим аргентинцем, і з його дружиною, яка є громадянкою Аргентини» Моліна також перерахувала численні приклади, коли, на її думку, кубинські органи влади порушили її права. Науковиця заявила, що «свавільні державні органи, які через зволікання та саботажі розлучають тисяч невинних сімей, занурюють їх у паралітичний страх, унаслідок чого вони не здатні захистити свої найелементарніші права»
У липні 2006 року, за тиждень до того, як хвороба Фіделя Кастро призвела до передачі влади його братові Раулю Кастро, президент Куби зустрівся зі світовими лідерами й журналістами на пресконференції в Аргентині. Президент Аргентини Нестор Кіршнер скористався нагодою, щоб переконати кубинського лідера дозволити Гільді Моліні — колишній прихильниці Кастро — покинути Кубу, щоб побачитися з дітьми та онуками, які перебували в Аргентині. Коли репортер Хуан Мануель Као запитав Кастро про Моліну, розлючений Кастро запитав його: «Хто вам платить?», а пізніше звинуватив його в тому, що він «найманець» президента Буша.
У червні 2009 року стало відомо, що уряд Куби змінив свою позицію, і дозволив Моліні відвідати Аргентину.
Історія Гільди Моліни надихнула Маркоса Аґініса написати бестселер «Пристрасті по Кармелі»

## Публікації
- Molina, Hilda (2010). Mi verdad: de la Revolución cubana al desencanto : la historia de una luchadora (іспанською) . Planeta. ISBN 978-950-49-2289-6.